# Baja, Hama
Al-Baja (tiếng Ả Rập: البجة) là một ngôi làng Syria nằm trong phó huyện Hirbnafsah ở huyện Hama. Theo Cục Thống kê Trung ương Syria (CBS), al-Baja có dân số 531 trong cuộc điều tra dân số năm 2004.